# Ігбо-Укву
Археологічні розкопки в Ігбо-Укву (Igbo-Ukwu) виявили бронзові артефакти, що датуються 9-м століттям нашої ери. Вони початково були виявлені Ісаєю Анозі 1939 року під час риття колодязя в його домівці в Ігбо-Укву, місті Ігбо у штаті Анамбра, Нігерія. На трьох археологічних ділянках, які були розкопані в 1959 і 1964 роках Турстаном Шо, виявлено понад 700 високоякісних артефактів з міді, бронзи і заліза, а також близько 165 000 інших артефактів — намистин зі скла, сердоліку і каменю, виробів з кераміки, текстилю і слонової кістки. Це найдавніші відомі бронзові артефакти в Західній Африці; вони були виготовлені за століття до появи інших відомих африканських центрів виробництва бронзи, наприклад Іфе і Беніну. Бронзові вироби включають безліч ритуальних судин, підвісок, корон, нагрудних плит, прикрас для посохів, мечів, ручок мухобійок.

## Вплив на історію мистецтв
Бронзові вироби Ігбо-Укву вразили світ дуже високим рівнем технічної і художньої майстерності і вишуканості, який для того часу був помітно більш просунутим, ніж бронзове лиття в Європі. Пітер Гарлак порівнює бронзові вироби Ігбо-Укву "з кращими ювелірними виробами рококо в Європі або виробами Карла Фаберже, " , а Вільям Буллер Фагг заявляє, що вони були створені з «дивним рококо, майже віртуозністю типу Фаберже.» Франк Віллетт каже, що бронзові вироби Ігбо-Укву демонструють стандарт, що можна порівняти з встановленим Бенвенуто Челліні через п'ятсот років після них в Європі. Денис Вільямс називає їх «вишуканим вибухом без попередників або причини». Один з знайдених предметів, горщик для води, прикрашений сіткою імітації каната описується Г'ю Онором та Джоном Флемінгом, як 
Віртуозне досягнення лиття по виплавлюваних моделях (cire perdue). Його елегантний дизайн та витончена деталізація доповнюються рівнем технічного виконання, яке було значно більш просунуте ніж європейське бронзове лиття того ж періоду.
Через високий технічний рівень і відсутність відомих прототипів до бронзових виробів Ігбо-Укву наукове співтовариство спочатку висловило припущення, що вони повинні були бути створені після контакту з європейцями, і тому були постульовані невідомі мандрівники, які їх туди завезли. Однак дослідження і ізотопний аналіз встановили, що джерело металів було місцевого походження, а радіовуглецевий аналіз підтвердив створення у 9-му столітті, задовго до перших контактів з Європою. Артефакти Ігбо-Укву дозволили відкинути існуючі на той час в археологічних колах колоніальні думки, що такі чудові твори мистецтва і технічні знання могли з'явитися тільки в місцях контакту з Європою, або що вони не могли бути виготовлені егалітарних суспільствах, таких як Ігбо. За дослідженнями, деякі скляні і сердолікові намистини були вироблені в Старому Каїрі в майстернях Фустат; тобто було встановлено торгові контакти між Ігбо-Укву та Стародавнім Єгиптом. Були розкопані археологічні ділянки, що містять залізоплавильні печі і шлак і датуються аж до в 2000 р. до н. е. в Лейджа і 750 рр. до н. е. в Опі, обидві в регіоні Нсукка  приблизно в 100 кілометрах на схід від Ігбо-Укву.

## Відкриття
Початкові знахідки були зроблені Ісаєю Анозі під час риття колодязю в його домівці 1939 року. Він не усвідомив значимість об'єктів, які знайшов, і віддавав деякі з них своїм друзям і сусідам, а також використовував окремі судини для поїння його кіз. Дж.О.Філд, британський колоніальний районний офіцер в тій області пізніше дізнався про знахідки, зумів придбати багато з них і опублікував статтю про знахідки в антропологічному журналі. Він пізніше передав артефакти в нігерійському департаменту старожитностей. Цікаво, що Філд зазначив тоді, що 
Хоча відомо, що народи регіону Авка робили певну кількість лиття по металу, майже напевно, що вони [ігбо] ніколи не досягали рівня майстерності, необхідного для створення будь-якого з предметів, які тут описані. (...) Сама народність ігбо не працюють по металу, і наскільки відомо, ніколи ними не були (...) малоймовірно, що ці предмети були закопані більше одного сторіччя.
Подальші дослідження довели його неправоту. Двадцять років потому, у 1959 році і знову в 1964 Турстан Шо і його команда розкопали три ділянки навколо оригінального місця знахідки на замовлення нігерійського Департаменту старожитностей і пізніше для Ібаданського університету. Археологічні розкопки виявили сотні мідних і бронзових ритуальних судин, а також залізні мечі, залізні голови списів, залізні бритви та інші артефакти, що мали вік понад тисячоліття.

## Металургія
Ймовірно ті, хто працював по металу у стародавньому Ігбо-Укву, не знали поширених прийомів, таких як створення дротів, паяння або клепка, що натякає на незалежний розвиток і тривалу ізоляції їх традиції металообробки. Саме тому викликає здивування, що вони були в змозі створювати об'єкти з такою тонкою деталізацією поверхні, що вони зображують, наприклад, дрібних комах, які, здається, висадилися на поверхню. Хоча вони здаються наклепаними або припаяними на артефакти, насправді вони були відлиті одним виробом. "Енциклопедія Гроува матеріалів і технік в мистецтві" (англ. The Grove Encyclopedia of Materials and Techniques in Art) поміщає їх «серед найбільш винахідливих і технічно досконалих бронзових виробів коли-небудь зроблених.» Для створення виробів в Ігбо-Укву використовувався метод лиття по виплавлюваних моделях, але у ньому ймовірно використовувався латекс замість бджолиного воску, що може пояснити, чому художники були здатні виробляти такої тонкі і філігранні деталі поверхні. Деякі прийоми, які використовували стародавні ковалі в Ігбо-Укву, не відомі  за межами Ігбо-Укву, наприклад виробництво складних об'єктів у кілька етапів, коли різні частини пізніше скріплені разом пайкою або методом лиття. Однак складність деяких об'єктів з Ігбо-Укву призвела до значної суперечки між різними металургійними експертами та дискусії щодо фактичного виробничого процесу, який свідчить про високорозвинену і складну роботу стародавніх художників.
Склад сплавів, використовуваних у виробництві бронзових виробів, є унікальним, з незвичайно високим вмістом срібла і відрізняється від сплавів, що застосовувались в Європі, Середземномор'ї та інших африканських центрах виробництва бронзових виробів. Походження залізної руди, яка використовувалась для виробництва бронзи, було прослідковано до старих шахт Абакілікі приблизно в 100 кілометрах від Ігбо-Укву.

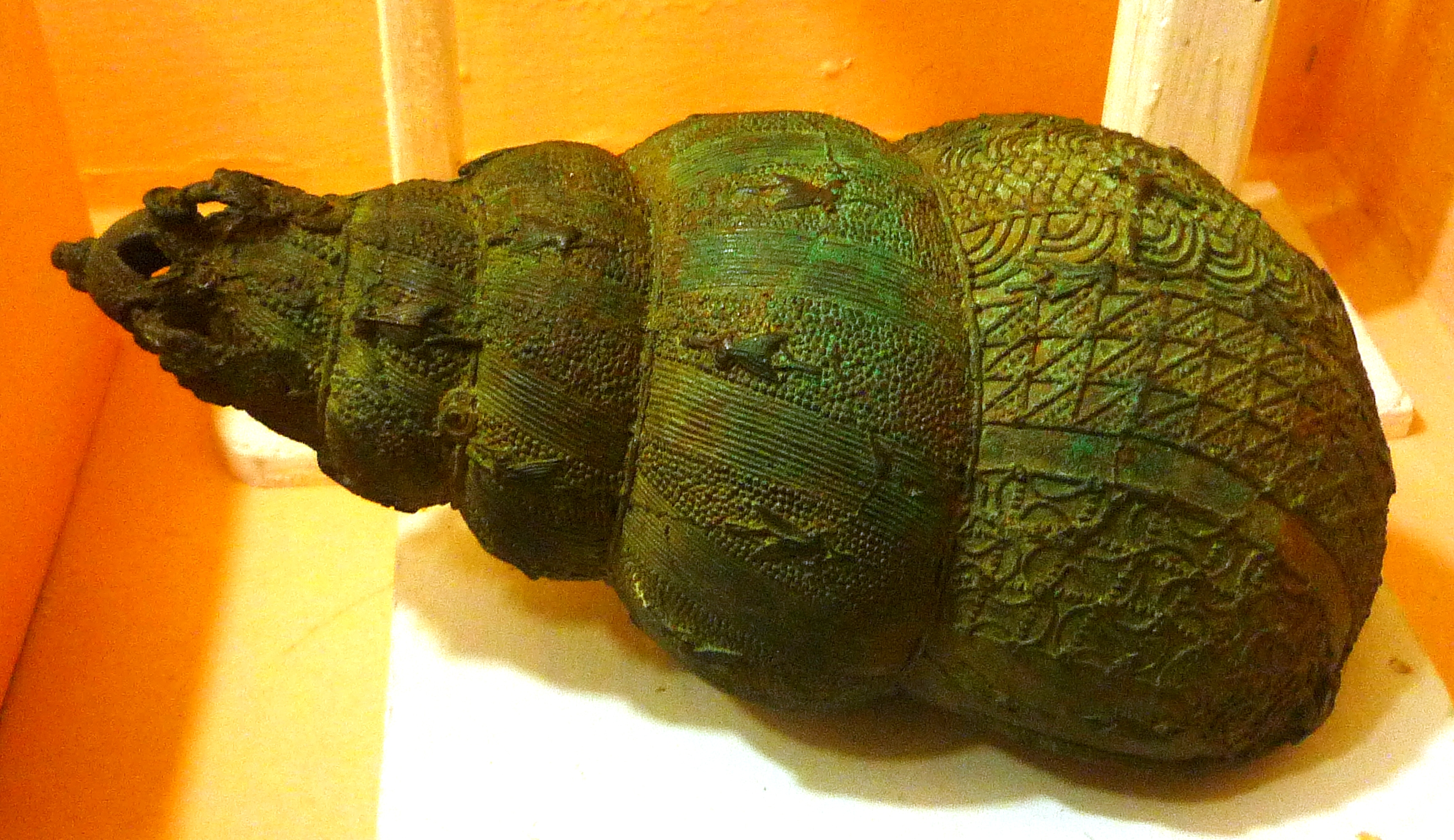
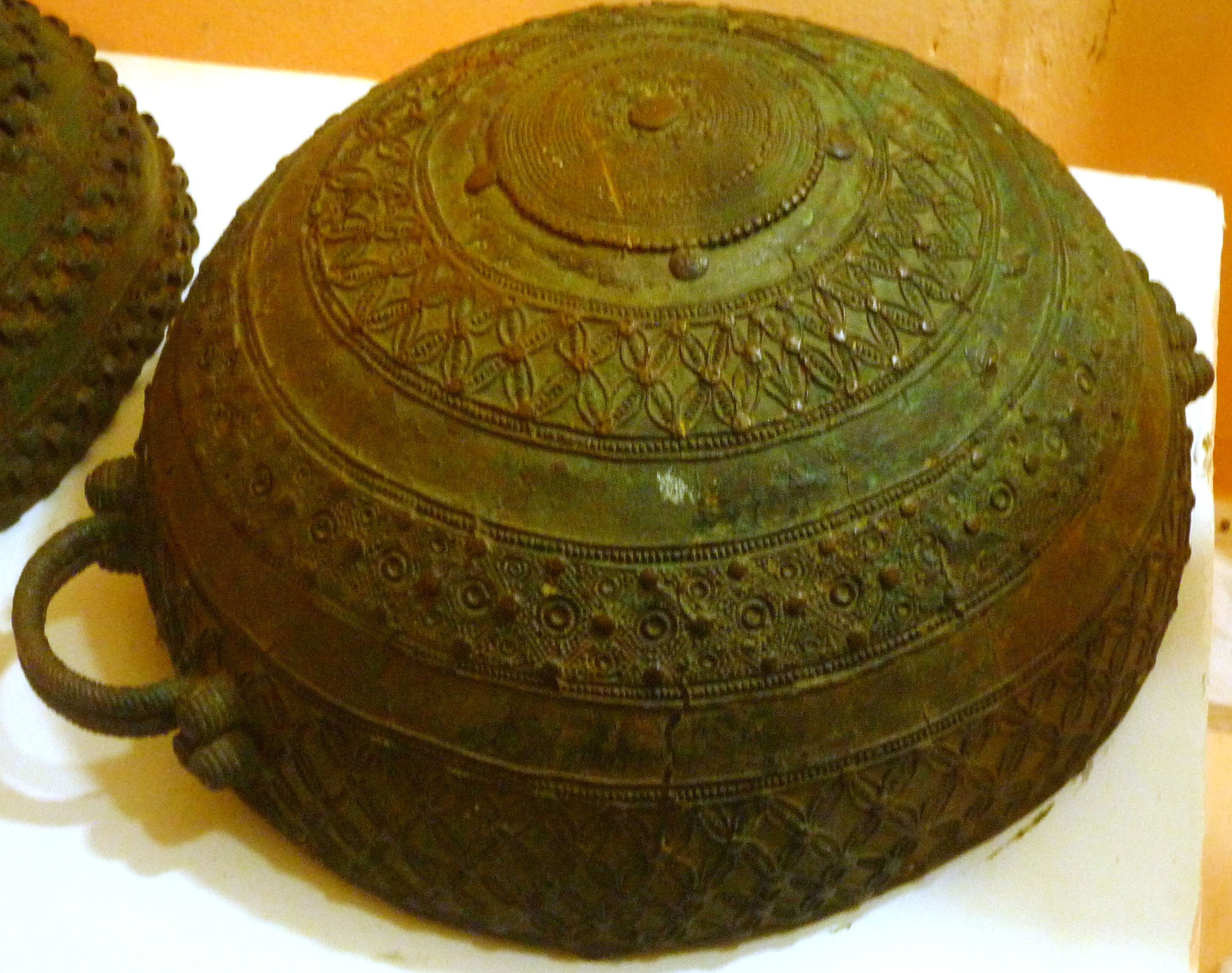
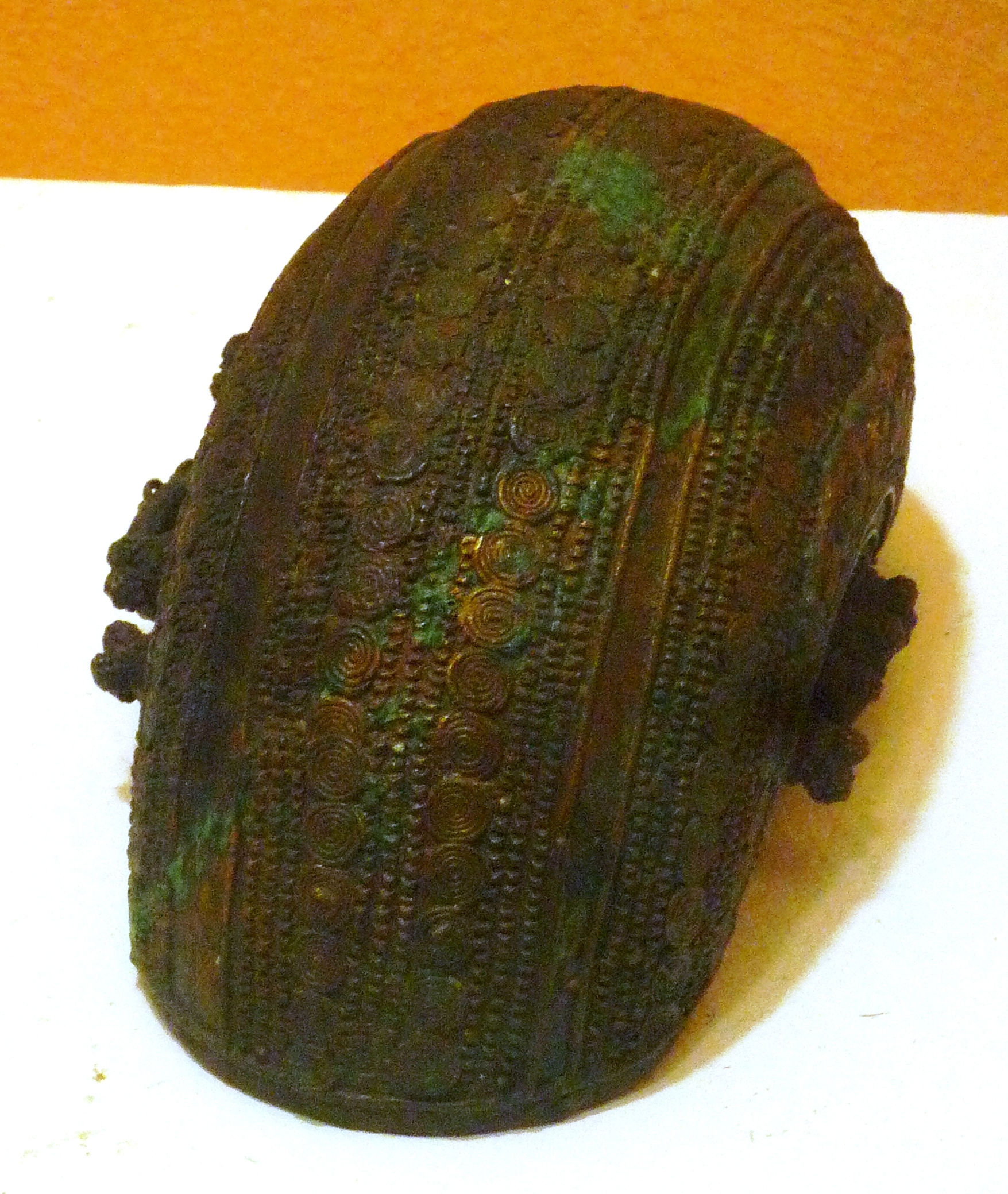
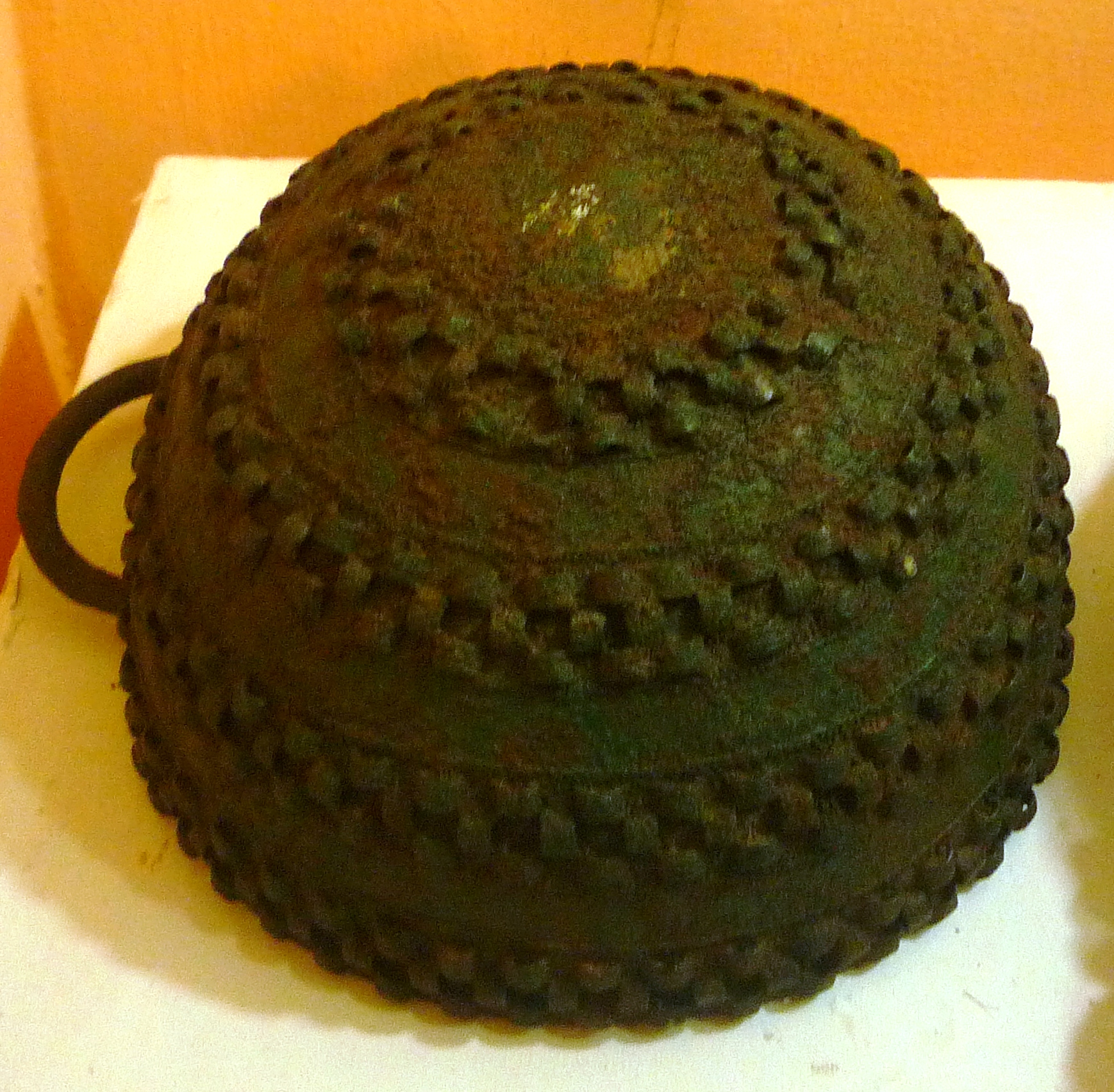
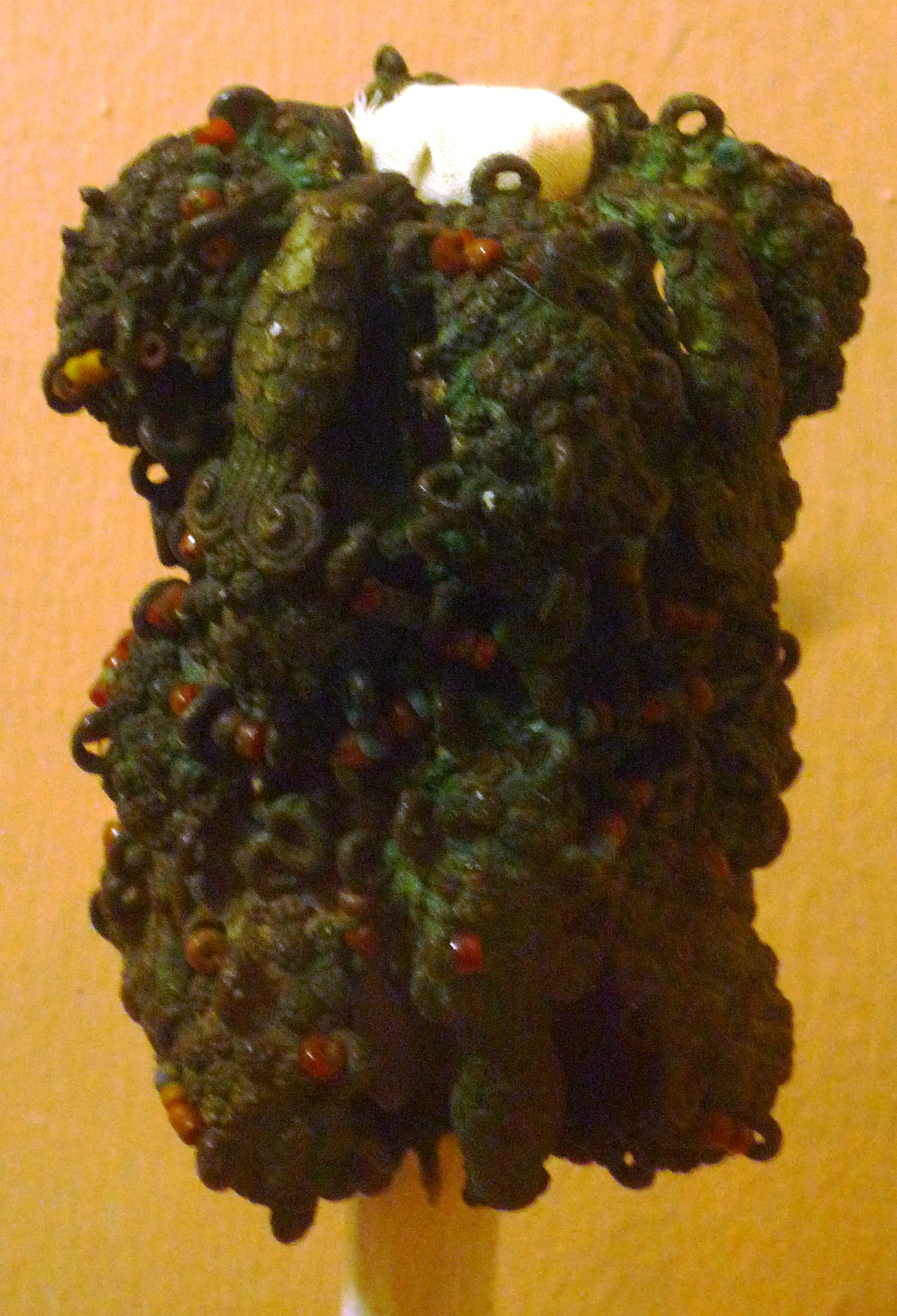
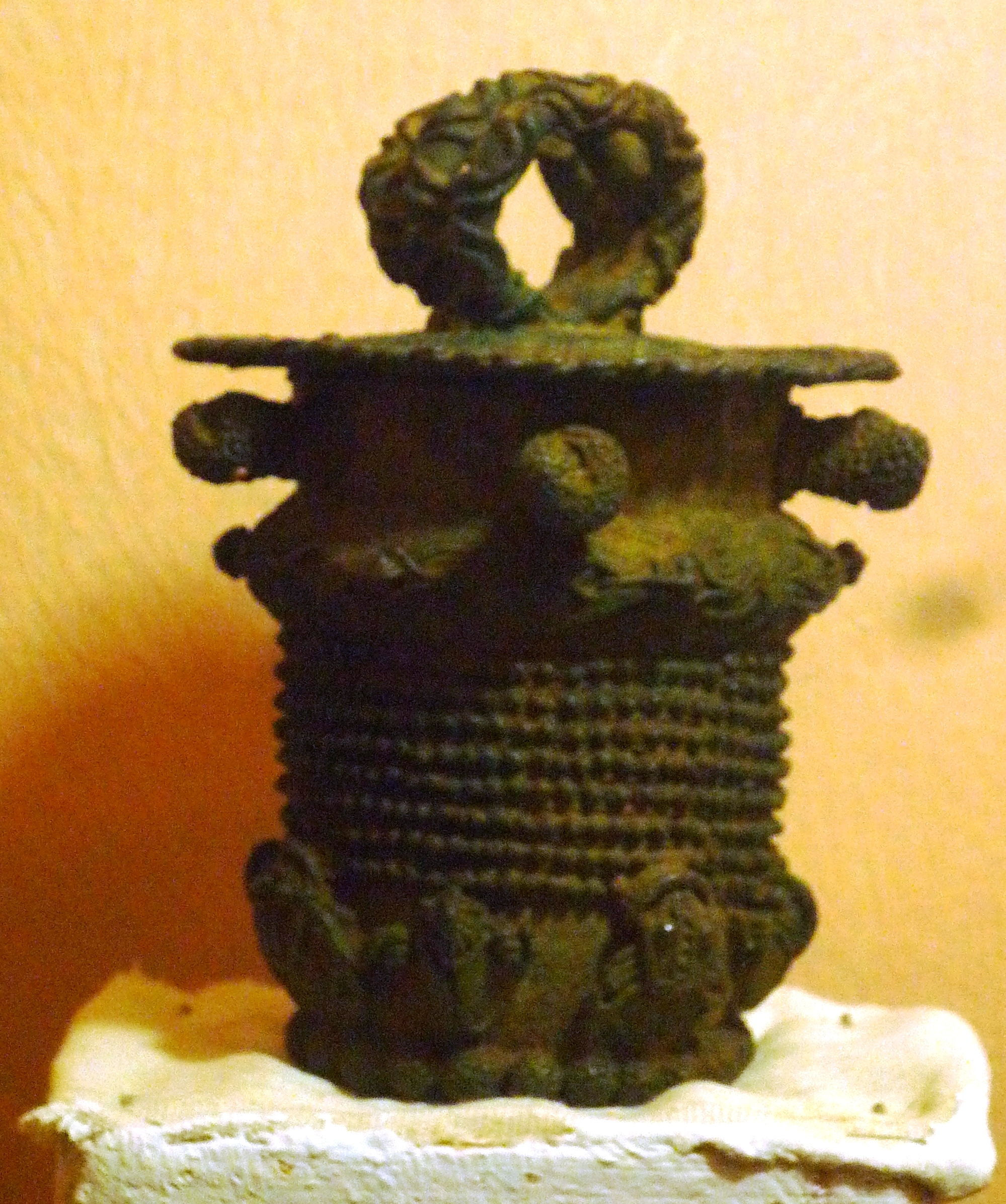